# 위노나 라이더
위노나 라이더(Winona Ryder, 1971년 10월 29일 ~ )은 미국의 배우이다. 아카데미 여우주연상과 여우조연상 후보에 한 차례씩 올랐으며, 골든 글로브 여우조연상을 한 번, 전미 비평가 위원회 여우조연상을 두 번 수상했다.

## 경력
1986년 영화 《루카스》로 데뷔했다. 라이더의 가장 중요한 첫 번째 역할은 팀 버튼의 《비틀쥬스》(1988)에 고딕 록 팬인 10대 소녀 역으로 출연한 것이다. 이 영화는 라이더가 배우로 인정을 받는 데에 중요한 역할을 했다.
영화와 텔레비전에서 다양하게 출연하며 입지를 다진 라이더는 1989년 컬트 영화 《헤더스》에 출연했다. 이 영화는 10대의 자살과 고등학교의 삶을 풍자하여 논란이 많았는데, 라이더에게 중요한 영향을 미쳤을 뿐만 아니라 사람들의 이목을 끌었다.
《귀여운 바람둥이》(1990)로 1990년 제62회 전미 비평가 위원회 여우조연상을 받았다. 《순수의 시대》(1993)의 천진한 역할을 잘 소화해낸 라이더는 1994년 골든 글로브상 여우조연상을 받았으며 영국 아카데미 영화상 여우조연상 후보와 아카데미상 여우조연상 후보에 올랐다. 이듬해인 1995년 《작은 아씨들》(1994)로 아카데미 여우주연상 후보가 되며 2년 연속 아카데미상 후보 지명을 달성했다. 2000년, 캘리포니아 할리우드 명예의 거리에 헌액되며 스타로 인정 받았다.
이후로도 꾸준한 활동을 이어오며 《홈프론트: 가족을 지켜라》(2013)와 《밀그램 프로젝트》(2015) 등 영화에 출연한 것은 물론, HBO 텔레비전 미니시리즈 《쇼 미 어 히어로》(2015)에서 시의회 의원 비니 레스티아노 역을 연기하기도 했다.
2016년부터 넷플릭스 드라마 《기묘한 이야기》에 출연 중이다. 드라마 제작자는 라이더와 4시간 동안 함께 차를 마시며 이야기를 나누고 나오는 순간 라이더가 사라진 아들 윌을 광적으로 찾아 헤매는 엄마 조이스 역에 더없이 잘 어울리는 배우라는 걸 확신했다고 한다. 라이더는 이 드라마를 통해 2017년 제23회 미국 배우 조합상 텔레비전 드라마 부문 여우상 후보로 선정되었다.

## 이모저모
머리색은 원래 금발인데, 흑발이 더 잘 어울린다고 해서 염색한 것이다.
대한민국에서는 함수정과 박영희가 위노나 라이더의 전담 성우로 활동하고 있으며, KBS와 MBC에서 더빙 방영된 여러 작품들에서 라이더의 목소리를 더빙했다. 그 외에 KBS에서 방영된 《에이리언 4》(1997), 《미스터 디즈》(2002), 《시몬》(2002)에서는 이선이 더빙을 맡았으며, SBS에서 방영된 《처음 만나는 자유》(1999)에서는 은영선이 맡았다.

## 출연 작품

### 영화
- 루카스 (1986)
- 비틀쥬스 (1988) - 리디아 디츠 역
- 1969 (1988)
- 헤더스 (1989)
- 열정의 록큰롤! (1989)
- 록시 (1990)
- 가위손 (1990)
- 귀여운 바람둥이 (1990)
- 지상의 밤 (1991)
- 드라큘라 (1992)
- 순수의 시대 (1993)
- 영혼의 집 (1993)
- 청춘 스케치 (1994)
- 작은 아씨들 (1994)
- 아메리칸 퀼트 (1995)
- 뉴욕 광시곡 (1996)
- 크루서블 (1996)
- 에이리언 4 (1997)
- 셀러브리티 (1998)
- 처음 만나는 자유 (1999)
- 존 말코비치 되기 (1999)
- 뉴욕의 가을 (2000) - 샬럿 필딩 역
- 엑소시즘 (2000)
- 쥬랜더 (2001)
- 미스터 디즈 (2002)
- 시몬 (2002)
- 이유있는 반항 (2004)
- 못 말리는 다윈 X파일 (2006)
- 스캐너 다클리 (2006)
- 더 텐 (2007)
- 섹스 앤 데스 (2007)
- 인포머스 (2008)
- 피파 리의 특별한 로맨스 (2009)
- 스타 트렉: 더 비기닝 (2009)
- 블랙스완 (2010)
- 딜레마 (2011)
- 아이스맨 (2012)
- 프랑켄위니 (2012) - 목소리
- 홈프론트: 가족을 지켜라 (2013)
- 밀그램 프로젝트 (2015) - 사샤 역
- 데스티네이션 웨딩 (2018) - 린지 역
- 헌티드 맨션 (2023)
- 비틀쥬스 비틀쥬스 (2024) - 리디아 디츠 역

### 텔레비전
- 심슨 가족 (1994) - 애니메이션
- 프렌즈 (2001)
- 새터데이 나이트 라이브 (2002)
- 쇼 미 허 히어로 (2015) - 비니 레스티아노 역
- 기묘한 이야기 (2016-현재) - 조이스 바이어스 역